# Kryzhanovskia cashmirensis
Kryzhanovskia cashmirensis är en skalbaggsart som beskrevs av Keith 2007. Kryzhanovskia cashmirensis ingår i släktet Kryzhanovskia och familjen Melolonthidae. Inga underarter finns listade i Catalogue of Life.